# 松井謙斗
松井 謙斗（まつい けんと、1991年10月2日 - ）は、日本の元ラグビー選手。

## プロフィール
- 大阪府出身[1]。
- ポジションはウィング(WTB)。
- 身長 178cm、体重 84kg
- ニックネームはマツケン。
- 弟の千士もラグビー選手[2]（現・サントリー）。

## 略歴
2010年、常翔学園高校卒業後、天理大学に入学する。
2013年、天理大学ラグビー部の副将に就任した。
2014年、天理大学卒業後、豊田自動織機シャトルズ(現・豊田自動織機シャトルズ愛知)に加入。同年11月29日に行われたジャパンラグビートップリーグ2ndステージ第1節のNTTドコモレッドハリケーンズ戦に途中出場で公式戦初出場を果たした。
2022年、現役を引退した。